# Baniopień Lütkego
Baniopień Lütkego (Nereocystis luetkeana) – gatunek morskiej brunatnicy z rodziny lessoniowatych (Lessoniaceae) występującej w Oceanie Spokojnym w przybrzeżnej strefie Ameryki Północnej, od Alaski (Wyspy Aleuckie) na północy po wybrzeże Półwyspu Kalifornijskiego na południu.
Glon przyczepiony do podłoża za pomocą korzeniokształtnych chwytników, o plesze sporofitu brunatnej lub oliwkowej. Długością dochodzi do 30 metrów.
Gatunek ten jest wykorzystywany do pozyskiwania soli potasowej, jodu i kwasu alginowego. Świeże plechy są używane jako nawóz.